# Cratere Geb
Geb è un cratere sulla superficie di Ganimede.